# Konference OSN o změně klimatu 2021 v Glasgow

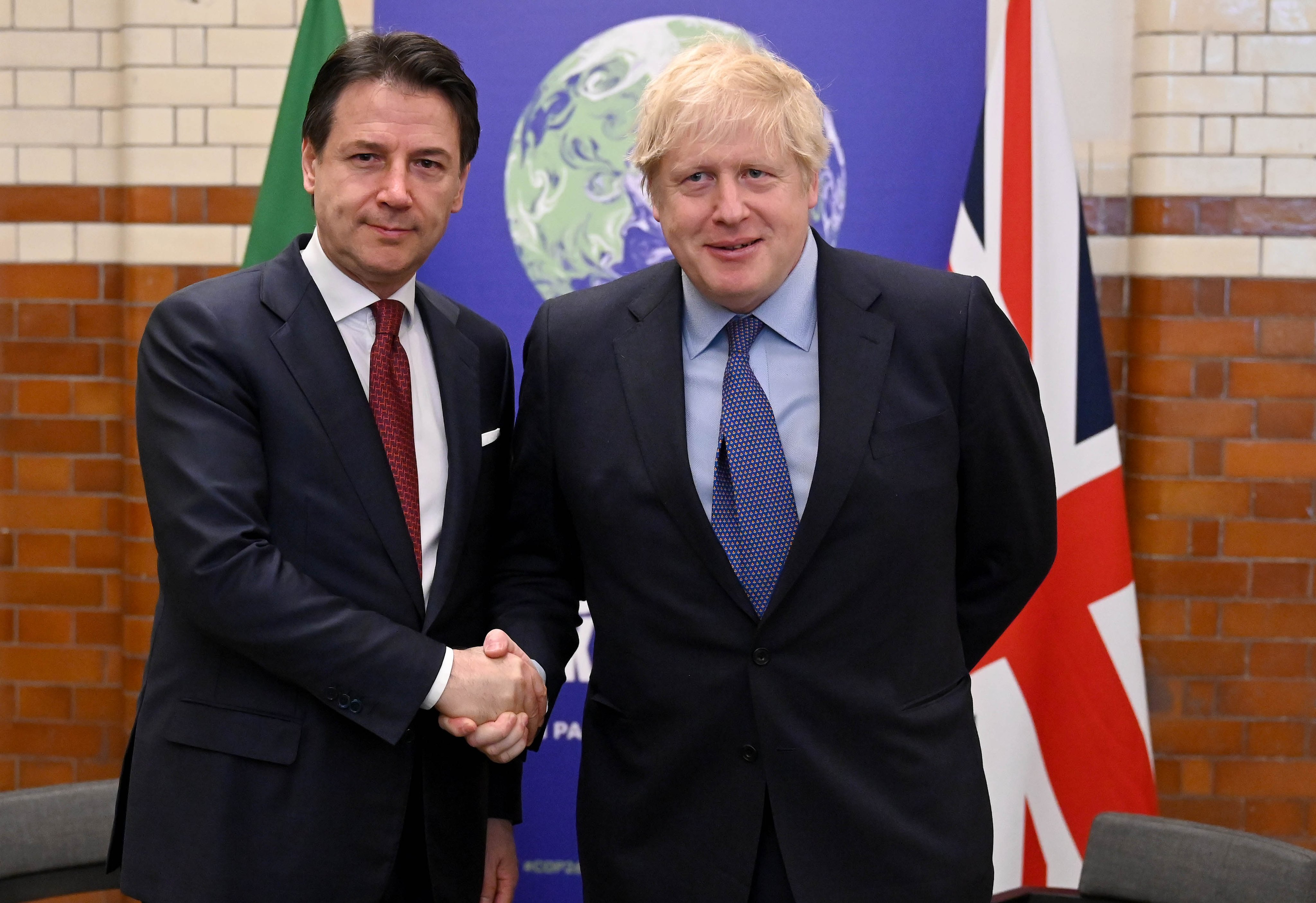
Tehdejší premiér Itálie Giuseppe Conte (vlevo) a premiér Spojeného království Boris Johnson (vpravo) při zahájení COP 26 v únoru 2020 předtím, než byla konference odložena na rok 2021

Konference OSN o změně klimatu 2021, známá také jako COP 26 (z anglického Conference of Parties), byla 26. konferencí Organizace spojených národů o globálním oteplování resp. změnách klimatu. Konala se ve skotském Glasgow od 31. října do 13. listopadu 2021 pod předsednictvím Spojeného království a Itálie a zahrnovala 26. konferenci smluvních stran Rámcové úmluvy OSN o změně klimatu (COP 26), 16. zasedání smluvních stran Kjótského protokolu (CMP16) a třetí zasedání smluvních stran Pařížské dohody (CMA3).
Tato konference byla první od Pařížské dohody (COP 21), která od stran očekávala, že přijmou přísnější závazky ke zmírnění změny klimatu; Pařížská dohoda vyžaduje, aby strany každých pět let prováděly proces, který je hovorově znám jako „ráčnový mechanismus“, tedy zvyšování národních závazků. Výsledkem COP 26 byl Glasgowský pakt o klimatu, který byl vyjednán na základě konsensu zástupců 197 zúčastněných stran. Kvůli zásahům Indie a Číny, které oslabily snahu o ukončení uhelné energetiky a dotací fosilních paliv, skončila konference přijetím méně přísné rezoluce, než někteří očekávali. Nicméně pakt byl první klimatickou dohodou, která se výslovně zavázuje ke snížení využívání uhlí. Obsahuje formulace, které vybízely k naléhavějšímu snižování emisí skleníkových plynů, a slibuje více finančních prostředků pro rozvojové země na přizpůsobení se dopadům klimatu.
Konference byla provázena také akcemi aktivistů – pochod proti nedostatečným výsledkům, přijímaných na konferenci a dalším problémům souvisejícím se změnou klimatu se stal největším protestem v Glasgow od pochodů proti válce v Iráku v roce 2003, obdobná shromáždění se konala ve 100 dalších zemích.

## Pozadí konference

### Předsednictví
Konferenci COP 26 předsedalo Spojené království. Původně byla předsedkyní konference jmenována státní ministryně pro energetiku a čistý růst Claire Perry O'Neillová, později ji ministr Alok Sharma.
Partnerem Spojeného království při vedení COP26 byla Itálie. Jejich role spočívala v přípravných pracích, jako je pořádání zasedání před COP a akce pro mladé lidi nazvané Youth4Climate 2020: Ambiciózní akce. Tyto akce se konaly od 28. září do 2. října 2020 v Miláně.

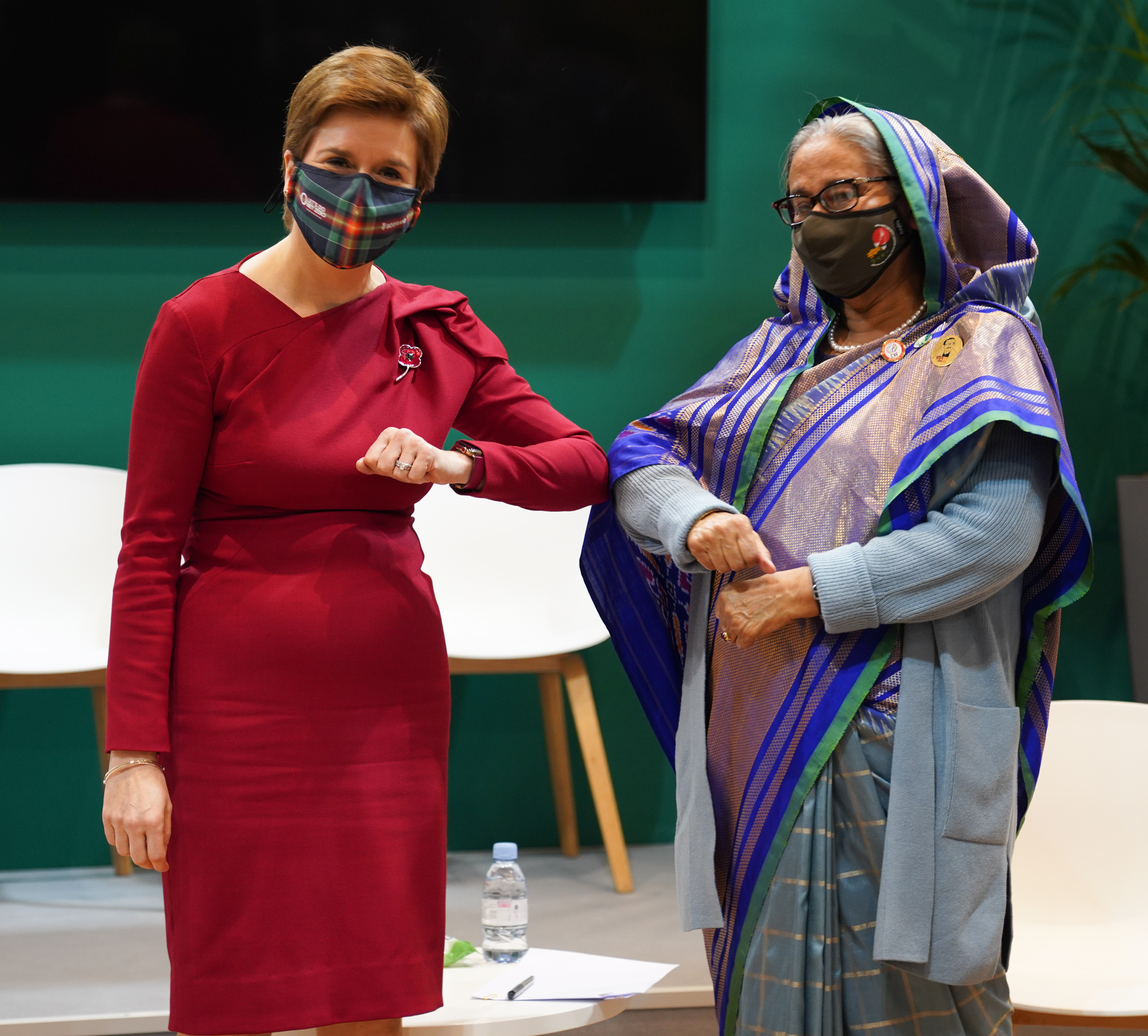
Skotská premiérka Nicola Sturgeonová se setkala s bangladéšskou premiérkou Sheikh Hasinou

### Odložení konference
Vzhledem k pandemii covidu-19 byla konference smluvních stran odložena na 31. října až 12. listopadu 2021. Hostitelské země Itálie a Spojené království byly pandemií silně zasaženy a místo konání konference, výstavní centrum SEC v Glasgow, bylo v květnu 2020 přeměněno na dočasnou nemocnici pro pacienty s pandemií covidu-19.
Nezávislí pozorovatelé poznamenali, že odklad dal mezinárodnímu společenství čas reagovat na výsledek prezidentských voleb ve Spojených státech, které se konaly v listopadu 2020. Na základě rozhodnutí prezidenta Donalda Trumpa odstoupily Spojené státy od Pařížské dohody – toto rozhodnutí mohlo vstoupit v platnost až 4. listopadu 2020. Dne 20. ledna 2021 podepsal prezident Joe Biden znovupřipojení USA k Dohodě. Biden se na konferenci omluvil za Trumpovo odstoupení od dohody.

### Sponzoři
Předchozí summity byly často sponzorovány společnostmi fosilního průmyslu. Aby se tento vliv snížil, rozhodla vláda Spojeného království, že sponzoři „musí mít skutečné závazky, které jim pomohou dosáhnout čisté nuly v blízké budoucnosti“. Prvními ohlášenými sponzory jsou britské firmy National Grid plc, NatWest Group, Scottish Power a SSE plc.

## Místo konání a účastníci
Před summitem se radnice v Glasgow a jeho okolí zavázaly vysadit během následujícího desetiletí 18 milionů stromů – projekt Clyde Climate Forest (CCF) by měl zvýšit pokrytí městských oblastí v regionu Glasgow stromy na 20 %.
V září 2021 vyzvala organizace Climate Action Network organizátory, aby zajistili, že se konference budou moci účastníci zúčastnit i přes cestovní omezení související s pandemií covidu-19. V měsících před konáním konference zavedla britská vláda omezení pro cestování z některých zemí a v mnoha případech byl vyžadován covid pas. Kritici naznačovali, že nerovnoměrné rozmístění vakcín proti covidu-19 po celém světě by mohlo vyloučit účast zástupců chudších zemí, které jsou změnou klimatu nejvíce postiženy. Velká Británie následně cestovní pravidla pro účastníky konference zmírnila, pouze čtyři státy tichomořských ostrovů vyslaly úplné delegace kvůli cestovním omezením souvisejícím s covidem-19, většina ostrovních států byla nucena vyslat menší týmy, než by jinak vyslala. Organizátoři zavedli pro účastníky konference řadu pravidel proti nemoci covid-19 v závislosti na stavu očkování.
Dne 4. června 2021 byla v rámci iniciativy „Klimatické hodiny“ instalována noční světelná projekce na Tolbooth Steeple. Areál Scottish Events Campus (SEC), známý jako Blue Zone, se dočasně stal územím OSN: druhým hlavním dějištěm je Green Zone v Glasgow Science Centre.
Summit byl popsán jako místo, kde se dodává „nejčistší elektřina ve Spojeném království“, protože 70 % elektřiny pocházelo z nízkouhlíkové jaderné energie z elektráren Torness a Hunterston B, zatímco zbytek pocházel převážně z větrných elektráren.

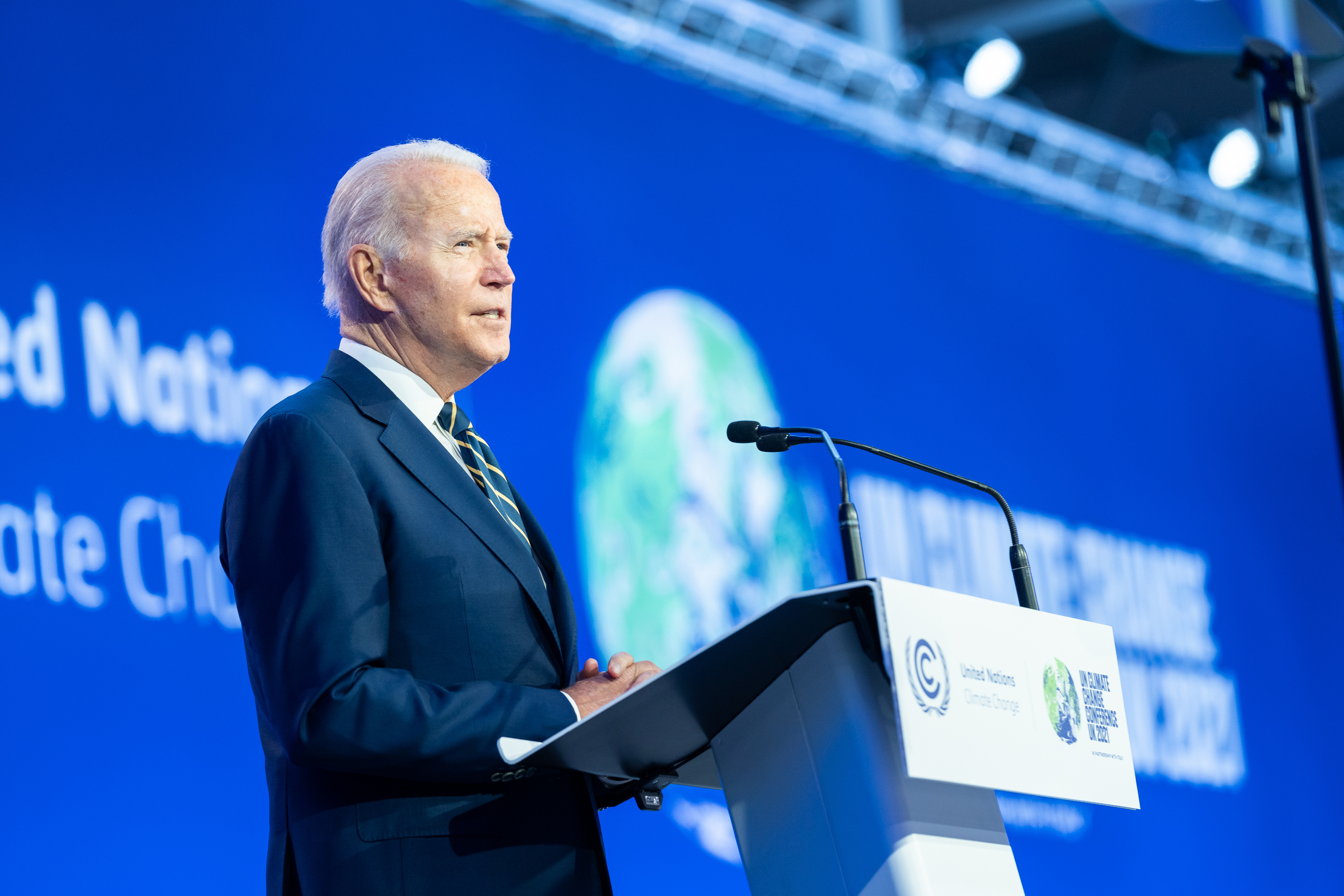
Americký prezident Joe Biden během projevu na COP 26.

### Účastníci
Konference se účastnilo 25 tisíc delegátů z 200 zemí a přibližně 120 hlav států. Mezi nejvýznamnější a společensky nejvlivnější účastníky patřili americký prezident Joe Biden, ukrajinský prezident Volodymyr Zelenskyj, německá kancléřka Angela Merkelová, francouzský prezident Emmanuel Macron, egyptský prezident Abd al-Fattáh as-Sísí, španělský premiér Pedro Sánchez, izraelský premiér Naftali Bennett, holandský premiér Mark Rutte, indický premiér Naréndra Módí, kanadský premiér Justin Trudeau, japonský premiér Fumio Kišida, australský premiér Scott Morrison, účastnil se jí také prezident Srí Lanky Gotabaya Rajapaksa, řecký premiér Kyriakos Mitsotakis a indonéský prezident Joko Widodo. Na summitu promluvil anglický přírodovědec a televizní moderátor David Attenborough, který byl jmenován lidovým advokátem v rámci COP 26.
Český premiér Andrej Babiš ve svém projevu kritizoval Zelenou dohodu pro Evropu s tím, že „Evropská unie nemůže ničeho dosáhnout bez účasti největších znečišťovatelů, jako jsou Čína nebo USA, které jsou zodpovědné za 27, resp. 15 procent celosvětových emisí CO2“. Jeho projev byl označený jako zcela nevhodný a trapný.
Předsedkyně Evropské komise Ursula von der Leyenová vyzvala k podpoře ekologických způsobů dopravy.
Na zahajovacím ceremoniálu osobně vystoupil princ Charles; královna Alžběta, které lékaři doporučili odpočinek, promluvila na konferenci prostřednictvím videoposelství. Bill Gates ve svém projevu vyzval k „zelené průmyslové revoluci“, která by pomohla překonat klimatickou krizi.
Nejpočetnější delegací na konferenci byl průmysl fosilních paliv s 503 akreditovanými osobami.

### Neúčast
V říjnu 2021 oznámil čínský vůdce Si Ťin-pching, že se konference nezúčastní. Vzhledem k tomu, že emise skleníkových plynů z Číny jsou největší na světě, podle agentury Reuters se tím snížila pravděpodobnost, že by konference vyústila ve významnou dohodu o klimatu. Globální energetická krize v roce 2021 zesílila tlaky na Čínu před summitem. Schůzky se nezúčastnili ani premiéři nebo hlavy států Jižní Afriky, Ruska, Íránu, Mexika, Brazílie, Turecka a Vatikánu. Ruský prezident Vladimir Putin prohlásil, že jeho neúčast byla způsobena obavami souvisejícími s pandemií covidu-19. Recep Tayyip Erdoğan, turecký prezident, se měl zúčastnit, ale nezúčastnil se, údajně kvůli špatnému zajištění jeho bezpečnosti. Nezúčastnil se ani íránský prezident Ebráhím Raísí.

## Výstupy konference
Dne 13. listopadu 2021 se 197 zúčastněných zemí dohodlo na nové dohodě, známé jako Glasgowský pakt o klimatu, jejímž cílem je odvrátit nebezpečnou změnu klimatu.
Pakt „znovu potvrzuje cíl Pařížské dohody udržet nárůst průměrné globální teploty výrazně pod 2 °C oproti předindustriální úrovni a pokračovat v úsilí o omezení nárůstu teploty nad 1,5 °C oproti předindustriální úrovni“ a „uznává, že omezení globálního oteplování na 1,5 °C oproti předindustriální úrovni vyžaduje rychlé, hluboké a trvalé snížení celosvětových emisí skleníkových plynů, včetně snížení celosvětových emisí oxidu uhličitého o 45 % do roku 2030 ve srovnání s úrovní v roce 2010 a na čistou nulu kolem poloviny století, jakož i hluboké snížení emisí dalších skleníkových plynů". Dosažení cíle však není zajištěno, neboť při stávajících závazcích budou emise v roce 2030 o 14 % vyšší než v roce 2010.
Konečná dohoda výslovně zmiňuje uhlí, které je největším přispěvatelem ke změně klimatu. Předchozí dohody COP se o uhlí, ropě nebo plynu, či dokonce o fosilních palivech obecně, jako o hnací síle nebo hlavní příčině změny klimatu nezmiňovaly, takže Glasgowský pakt o klimatu je vůbec první klimatickou dohodou, která výslovně plánuje snížení neomezeného výkonu uhlí. Formulace v dohodě hovoří o záměru „postupně snižovat“ využívání uhelné energie, nikoliv o jejím postupném ukončení. Z této formulace implicitně vyplývá, že využívání uhelné energie s „ablací“ (nulovými čistými emisemi), např. neutralizací vznikajícího oxidu uhličitého prostřednictvím procesu jímání CO2, není třeba snižovat. Toto zachycování a ukládání uhlíku je však pro většinu uhelných elektráren příliš nákladné.
Počet zemí, které se zavázaly dosáhnout čistých nulových emisí, překročil 140. To zahrnuje 90 % celosvětových emisí.
Více než 100 zemí včetně Brazílie se zavázalo, že do roku 2030 zvrátí odlesňování.
Více než 40 zemí se zavázalo k odklonu od uhlí.
39 zemí a institucí podepsalo Glasgowské prohlášení, mezinárodní dohodu o odklonu od fosilních paliv ve prospěch čisté energie. Pokud bude Glasgowské prohlášení řádně realizováno, přesune se 28 miliard dolarů ročně z fosilních paliv na čistou energii.
Indie slíbila, že do roku 2030 bude polovinu své energetické potřeby čerpat z obnovitelných zdrojů.
Vlády 24 vyspělých zemí a skupina velkých výrobců automobilů, jako jsou General Motors, Ford, Volvo, BYD Auto, Jaguar, Land Rover a Mercedes-Benz, se zavázaly, že budou „usilovat o to, aby všechny prodeje nových osobních automobilů a dodávek byly do roku 2040 celosvětově bez emisí, a na předních trzích nejpozději do roku 2035.“ Hlavní země, vyrábějící automobily, jako jsou USA, Německo, Čína, Japonsko a Jižní Korea, stejně jako výrobci Volkswagen, Toyota, Peugeot, Honda, Nissan a Hyundai, se k závazku nepřipojily.
Byly oznámeny nové přísliby finanční pomoci na zmírnění změny klimatu a přizpůsobení se této změně.
Climate Action Tracker z 9. listopadu 2021 popsal výsledky následovně: globální teplota do konce století při současné politice vzroste o 2,7 °C. Pokud budou splněny pouze závazky pro rok 2030, teplota vzroste o 2,4 °C, pokud budou splněny i dlouhodobé cíle, o 2,1 °C a pokud budou plně splněny všechny oznámené cíle, o 1,8 °C.

## Jednání
Summit světových lídrů se konal 1. a 2. listopadu a každý z lídrů na něm vystoupil s národním prohlášením.
Důležitým cílem organizátorů konference je udržet na dosah zvýšení teploty o 1,5 °C. Podle BBC mezi vyjednavače, kteří mohou být pro uzavření dohody klíčoví, patří Xie Zhenhua, Ayman Shasly, Sheikh Hasina a Teresa Ribera. Čína na konferenci uvedla, že jejím cílem je dosáhnout vrcholu emisí CO2 před rokem 2030 a do roku 2060 se stát uhlíkově neutrální.

### Ráčnový mechanismus
V rámci Pařížské dohody země předložily zamýšlené vnitrostátně stanovené příspěvky (NDC), které mají snížit emise skleníkových plynů v porovnání se scénářem „zachování stávajícího stavu“. V rámci Pařížské dohody má každý stát každých pět let předkládat posílené vnitrostátně stanovené příspěvky, aby se zvýšila ambice zmírnit změnu klimatu. Jelikož Pařížská dohoda byla podepsána v roce 2015, na konferenci OSN o změně klimatu v roce 2015 byla konference v roce 2020 stanovena jako první iterace ráčnového mechanismu. Budoucí iterace budou rovněž zohledňovat „globální inventuru“, z nichž první se uskuteční v roce 2023.

### Odlesňování
Představitelé více než 100 zemí, v nichž se nachází přibližně 85 % světových lesů, se dohodli na ukončení odlesňování do roku 2030, čímž vylepšili podobnou dohodu z roku 2014, do níž se nyní zapojily Brazílie, Indonésie, podnikatelé a další finanční instituce. Signatáři dohody z roku 2014, Newyorské deklarace o lesích, se zavázali snížit odlesňování na polovinu do roku 2020 a ukončit ho do roku 2030, nicméně v období 2014–2020 se odlesňování naopak urychlilo.
Indonéská ministryně životního prostředí Siti Nurbaya Bakar prohlásila, že „nutit Indonésii k nulovému odlesňování v roce 2030 je zjevně nevhodné a nespravedlivé“.

### Článek 6
Článek 6 Pařížské dohody, který popisuje pravidla pro mezinárodní trh s uhlíkem (například pro stromy v dohodě o odlesňování) a další formy mezinárodní spolupráce, byl předmětem diskuse, neboť se jednalo o poslední část souboru pravidel Pařížské dohody, kterou zbývá dokončit. Ačkoli se smluvní strany v zásadě dohodly, že zabrání dvojímu započítávání snižování emisí v rámci inventury skleníkových plynů více než jedné země, zůstává nejasné, k jak velkému dvojímu započítávání bude ve skutečnosti docházet. Proběhla diskuse o přenášení uhlíkových kreditů z období před rokem 2020. Pravidla článku 6 by proto mohla mít velký vliv na budoucí emise.

### Finance
Jedním z hlavních témat jednání bylo financování adaptace a zmírňování dopadů klimatických změn. Do funkce poradce pro financování klimatických změn byl jmenován Mark Carney, bývalý guvernér Bank of England. Pařížská dohoda počítala s tím, že rozvojové země budou do roku 2020 financovány částkou 100 miliard USD ročně. Tento slib se však bohatým zemím nepodařilo splnit, členové OECD ve svých závazcích zaostávají a do roku 2023 pravděpodobně nedosáhnou dohodnuté částky.

### Uhlí
Jihoafrická republika má obdržet 8,5 miliardy dolarů na ukončení své závislosti na uhlí. Další země včetně Chile, Polska, Ukrajiny, Jižní Koreje, Indonésie a Vietnamu rovněž slíbily postupné ukončení využívání uhlí v roce 2030 v případě velkých ekonomik a v roce 2040 v případě chudších zemí. Tyto země zahrnují některé z největších uživatelů uhlí na světě. Ukončení těžby uhlí zatím neslíbili největší světoví uživatelé tohoto paliva – Čína, Indie a Spojené státy americké.

### Methan
USA a mnoho dalších zemí se dohodlo na omezení emisí methanu. Více než 80 zemí podepsalo globální závazek týkající se methanu, v němž se zavázaly snížit emise o 30 % do roku 2030. Podle vedoucích představitelů USA a Evropy je boj s tímto silným skleníkovým plynem klíčový pro udržení oteplování na hranici 1,5 °C. Dohodu zatím nepodepsaly Austrálie, Čína, Rusko, Indie a Írán.

### Uhlíková neutralita
Mnoho účastníků se zavázalo k uhlíkové neutralitě, přičemž Indie a Japonsko na konferenci přijaly konkrétní závazky. Indie, která je třetím největším emitentem oxidu uhličitého, stanovila nejnovější cílové datum, kdy plánuje dosáhnout nulových čistých emisí do roku 2070. Již v říjnu 2021 se Čína – největší emitent oxidu uhličitého – zavázala k nulovým čistým emisím uhlíku do roku 2060 a Indie ohlásila uhlíkovou neutralitu na rok 2070.

## Vnímání a kritika konference
V říjnu 2021 informovala BBC o tom, že únik dokumentů odhalil, že Saúdská Arábie, Japonsko a Austrálie jsou mezi zeměmi, které žádají OSN, aby bagatelizovala potřebu rychlého odklonu od fosilních paliv. Ukázalo se také, že některé bohaté země (včetně Švýcarska a Austrálie) zpochybňovaly zvýšení příspěvků pro nejchudší země za přechod na ekologičtější technologie.
V rozhovoru krátce před konferencí prohlásila Greta Thunbergová na otázku, nakolik je optimistická, že konference může něčeho dosáhnout: „Oproti předchozím letům se vlastně nic nezměnilo. Vedoucí představitelé řeknou ‚uděláme tohle a tohle, dáme dohromady síly a dosáhneme toho‘ a pak neudělají nic. Možná nějaké symbolické věci a kreativní účetnictví a věci, které ve skutečnosti nemají velký dopad. Můžeme mít tolik konferencí, kolik chceme, ale nic skutečného z toho nebude.“
Glasgow se připravovalo na největší protesty, jaké byly ve Skotsku k vidění od pochodů proti válce v Iráku v roce 2003. Očekávalo se, že v rámci celosvětové solidarity bude protestovat přes dva miliony lidí.
Jedna z plánovaných účastnic, izraelská ministryně energetiky Karine Elharrarová, se 1. listopadu nemohla zúčastnit kvůli problémům s bezbariérovým přístupem.
Delegáti cestující do Glasgow soukromými letadly byli novináři a účastníky kampaně obviněni z pokrytectví. Na jednání do Glasgow přiletělo přibližně 400 soukromých letadel, která absolvovala cesty, jež mohly být většinou uskutečněny pravidelnými lety. Organizátoři konference však trvali na tom, že konference bude uhlíkově neutrální. V soukromých letadlech přileteli do Glasgow například britský premiér Boris Johnson, americký prezident Joe Biden, majitel Amazonu Jeff Bezos nebo princ Charles.
Ekologické skupiny kritizovaly udržitelnost jídelníčku COP 26, neboť téměř 60 % jídelníčku tvořilo maso a mléčné výrobky a ve stáncích s jídlem se podávaly pokrmy označené jako vysoce uhlíkové.

### Protesty
V pátek 5. listopadu 2021 proběhla ke konferenci protestní akce Fridays for Future, sešly tisíce lidí, převážně školáků. Účastníci podpořili okamžité a rozsáhlé kroky proti změně klimatu. Na protestu vystoupila také klimatická aktivistka Greta Thunbergová. V sobotu 6. listopadu 2021 – v rámci Světového dne akcí za klimatickou spravedlnost – se podle zpravodajské stanice BBC News k pochodu v Glasgow připojilo přibližně 100 000 lidí, pro účastníky byly organizovány autobusy a skupinové cyklistické jízdy z celého Spojeného království. Protesty byly v Glasgow největší od pochodů proti válce v Iráku v roce 2003. Pochodu v Londýně se podle policie zúčastnilo 10 000 lidí, podle organizátorů 20 000. Deník The Times předpokládal, že celkový počet účastníků přesáhnul dva miliony. Dalších sto protestních pochodů se konalo v jiných částech země, celkem se podle deníku The Guardian uskutečnilo 300 protestů ve 100 zemích. Mezi problémy, na které protestující upozorňovali, patřilo stavění korporátních zájmů do popředí a neschopnost politiků řešit klimatickou krizi s potřebnou naléhavostí i její základní příčiny. Na pochodech byli přítomni Mohawkové z Kahnawake, vědci zabývající se ekologií, veganští aktivisté, odboráři a socialisté.

### Kritika dosavadních výsledků konference
Mezi další kritické připomínky k výsledkům patří to, že je třeba nejen přijmout závazky, ale také jasně stanovit směry mitigačních a adaptačních opatření a zavést spolehlivé mechanismy, aby příslušné smluvní strany byly odpovědné za plnění svých závazků. Kritizován je fakt, že finančním institucím není bráněno v bezplatných soukromých investicích do fosilních paliv, že se nedostatečně zaměřuje na kvalitu – spíše než na kvantitu nebo výši – závazků a jejich transparentnost. Kritici také uvádějí, že ukončení odlesňování do roku 2030 je příliš pozdě, že země musí zveřejnit komplexní politické plány, jak svých cílů dosáhnou a že závazky nejsou závazné – nebyly stanoveny žádné sankční mechanismy a příslušné organizace se zjevně spokojily s přístupem „samoregulace“. Podle kritiků by tyto problémy mohly z konference udělat „greenwashing“ akci plnou prázdných slibů.
Dne 9. listopadu organizace Climate Action Tracker oznámila, že současné cíle pro rok 2030 zůstávají „naprosto nedostatečné“, takže civilizace je na cestě ke zvýšení teploty zemského systému o 2,4 °C do konce století. Ve své studii posoudili závazky 40 zemí, které představují 85 % slíbeného čistého nulového snížení emisí, a zjistili, že pouze země odpovědné za 6 % globálních emisí se zavázaly k souboru cílů, které vyhodnotili jako „přijatelné“ z hlediska komplexnosti a toho, že mají zveřejněný podrobný politický plán, který popisuje kroky a způsoby, jakými by těchto cílů mohlo být dosaženo.